# José Alcántara Navarro
José Alcántara Navarro  (Archidona, 1787-Madrid, 1848) fue un religioso español, comisario general de Cruzada y senador vitalicio.

## Biografía
Canónigo del Sacromonte desde 1818, fue elegido diputado al Congreso por Málaga en las elecciones de diciembre de 1821, tomando posesión del cargo el 25 de febrero de 1822. En las Cortes participó en diversas comisiones y en la legislatura extraordinaria de 1822-1823 defendió el derecho del Estado a disponer de los bienes del clero, aunque abogando por la necesidad de hacerlo con moderación. Con la entrada de los Cien Mil Hijos de San Luis que ponía fin al Trienio Liberal acompañó a las Cortes a Sevilla, pero en julio de 1823 no había llegado a Cádiz.
Tras la restauración del absolutismo retornó al Sacromonte, donde ejerció como rector del colegio en el que acogió a su sobrino Miguel Lafuente Alcántara. Permaneció en Granada hasta 1833 cuando fue llamado a Madrid como capellán de honor de la reina. En junio de 1838 fue designado arcediano de la catedral de Granada y al poco tiempo elegido senador por la circunscripción de Málaga. Repitió por la misma circunscripción para la legislatura de 1844-1845 y en diciembre de este último año juró como senador vitalicio.
Amigo de Jaime Balmes, tras la llegada de este a Madrid, comisario general de Cruzada (1844), secretario del vicariato general de los Ejércitos y caballero gran cruz de la Orden de Isabel la Católica (1846), falleció en Madrid en 1848.